# Рега (река)
Рега (пол. Rega) — река в северо-западной Польше, в Западно-Поморском воеводстве, впадает в Балтийское море.
Длина 167,8 км, площадь водосборного бассейна — 2724,9 км². Средний годовой расход в устье — 21,8 м³/с.
Река начинается на Западнопоморском поозёрье в гмине Полчин-Здруй неподалёку от деревни Именко. Русло у реки сильно извилистое, она часто меняет направление с северного на южное и западное, описывает большие петли. Генеральное направление — северо-запад. Река течёт по населённой местности, протекает города Свидвин, Лобез, Реско, Плоты, Грыфице и Тшебятув, а также многочисленные деревни. На реке два небольших водохранилища — у деревень Лисуво и Смоленчина.
Впадает в Балтийское море в деревне Мжежино в 20 км к западу от Колобжега. Ширина реки в нижнем течении — около 25 м, скорость течения 0,2 м/с.
Крупнейшие притоки — Стара-Рега, Ложница, Реска Венгожа, Пяскова, Уклея, Гардоминка (левые); Рекова, Молстова (правые).

## Галерея

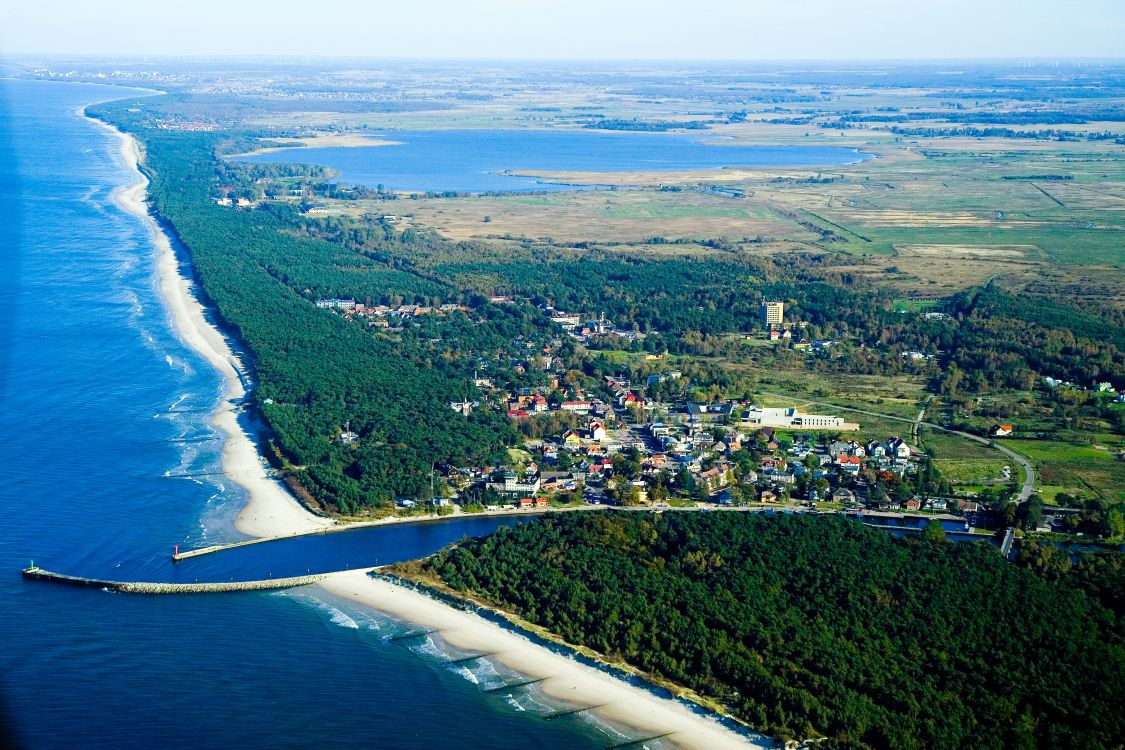
Устье Реги в деревне Мжежино
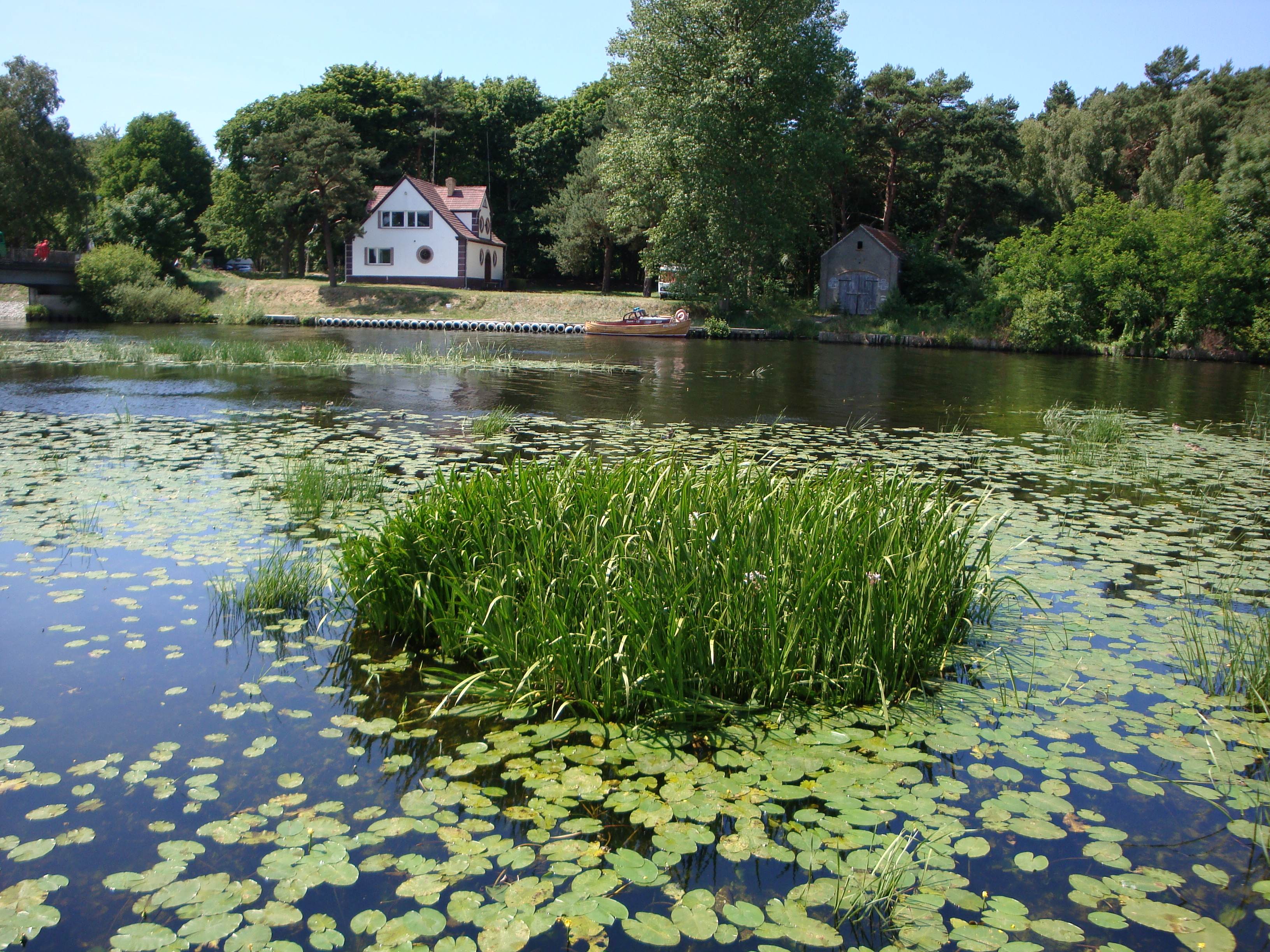
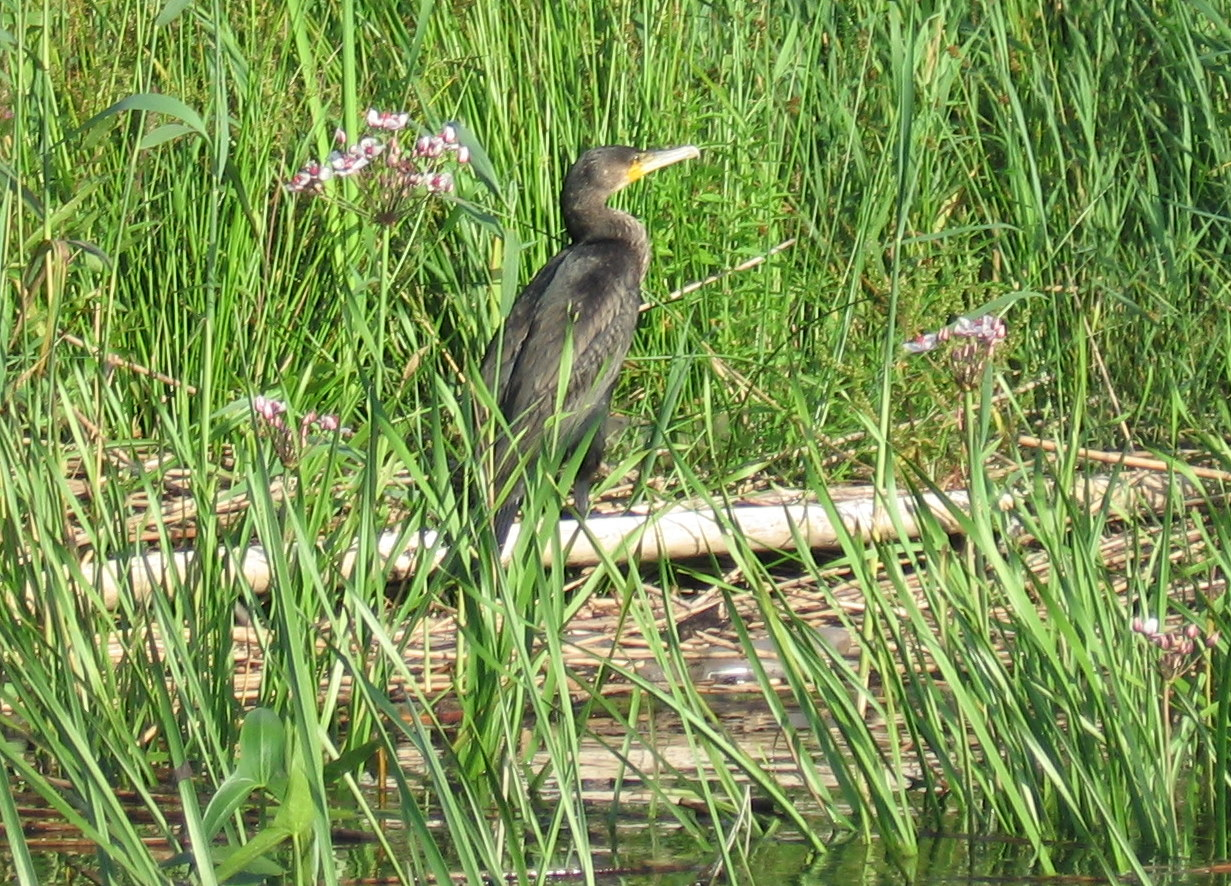
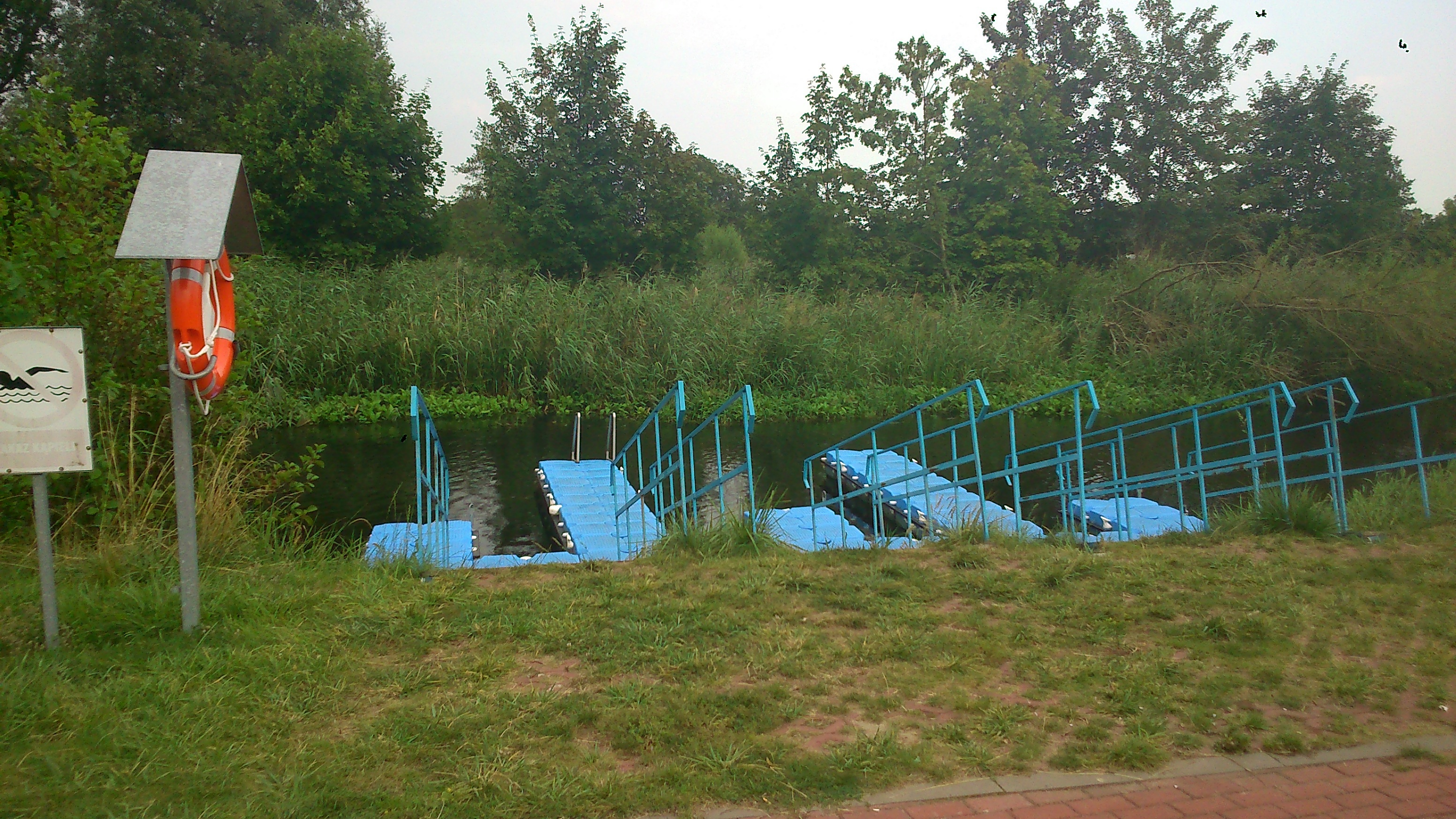
Пристань